# 23rd Street (stacja metra na Sixth Avenue Line)
23rd Street – stacja metra nowojorskiego, na linii F i M. Znajduje się w dzielnicy Manhattan, w Nowym Jorku i zlokalizowana jest pomiędzy stacjami 34th Street – Herald Square oraz 14th Street. Została otwarta 15 grudnia 1950.